# Semion Grigoriev
 (avril 2020).
Pour les articles homonymes, voir Grigoriev.
Semion Grigoriev (en russe : Семён Григо́рьев), né le 1er juillet 1960 à Moscou, est un diplomate russe et le premier ambassadeur de Russie en Abkhazie.

## Biographie
Grigoriev est diplômé de l'Institut d'État des relations internationales de Moscou en 1983, et a ensuite travaillé au ministère des Affaires étrangères dans un poste à l'ambassade soviétique à Kaboul, en Afghanistan.
De 1990 à 1997, il a été troisième, deuxième et premier secrétaire des ambassades soviétique et russe à Téhéran, en Iran.
De 2003 à 2006, il a été directeur adjoint du quatrième département des pays de la CEI au ministère russe des Affaires étrangères, et de 2006 à 2008, il était conseiller-envoyé à l'ambassade de Russie à Kaboul.
À partir de février 2008, il a de nouveau été directeur adjoint du quatrième département des pays de la CEI, et était spécialisé dans les affaires relatives à l'Abkhazie et à l'Ossétie du Sud. Le 25 octobre 2008, le président russe Dmitri Medvedev a nommé Grigoriev premier ambassadeur de Russie en Abkhazie  après que la Russie a reconnu l'indépendance de l'Abkhazie et de l'Ossétie du Sud après la guerre d'août 2008. Grigoriev a présenté ses lettres de créance au président de l'Abkhazie, Sergueï Bagapch, le 16 décembre 2008.
Grigoriev parle russe, anglais, dari et pachtou .